# 佐々木隆道
佐々木 隆道（ささき たかみち、1983年10月30日 - ）は、日本のラグビー指導者。現在早稲田大学ラグビー蹴球部のヘッドコーチを務めている。

## プロフィール
- 大阪市生野区出身
- 身長：184cm　体重：95kg
- ポジションはナンバーエイト(No8)／フランカー(FL)。
- ニックネームはタカミチ、みったん。

## 経歴
- 1999年-2001年　啓光学園高等学校
  - 1年から3年連続花園出場、81回大会では優勝。
- 2002年-2005年　早稲田大学ラグビー部
  - 清宮克幸監督率いる早稲田大学で主将を務め、大学日本一に導いた。
  - 2005年度の日本選手権では早大の主将として社会人のトヨタ自動車から金星を挙げた。
- 2006年[1]-2015年[2]　サントリーサンゴリアス
  - 2006年9月3日に行われたジャパンラグビートップリーグ第1節の神戸製鋼コベルコスティーラーズ戦に先発出場で公式戦初出場を果たす[3]。
  - 2015年11月にはトップリーグ通算100試合出場達成[4]。
- 2016年[5]-2020年[6]　日野レッドドルフィンズ
- 2020年-2023年[7]- 横浜キヤノンイーグルスFWコーチ
- 2023年-[8]- 早稲田大学ラグビー部ヘッドコーチ

## 日本代表
2007年4月29日の香港戦で代表初キャップを獲得。
ワールドカップの最終メンバーに選ばれ、初戦のオーストラリア戦で史上最年少ゲームキャプテンを務めた。しかし、その試合で負傷し大会中に離脱した。
日本代表ではこれまでにキャップ13を獲得している。